# Guzmán Rodríguez
Guzmán Rodríguez Ferrari (ur. 8 lutego 2000 w Montevideo) – urugwajski piłkarz pochodzenia włoskiego występujący na pozycji środkowego obrońcy, od 2024 roku zawodnik Peñarolu.